# Koly padayut dereva
Koly padayut dereva è un film del 2018 diretto da Marysia Nikitiuk, al suo debutto alla regia.

## Trama
L'adolescente Larysa è ostracizzata dalla comunità del villaggio dove vive perché innamorata del giovane criminale Scar. Decide quindi di abbandonare la famiglia e fuggire lontano con il suo ragazzo. Ma le cose non vanno nel verso sperato.